# Batalla de Verges
La batalla de Verges, també coneguda com a batalla del Ter o a batalla de Torroella, fou un combat de la Guerra dels Nou Anys, durant la invasió francesa del Principat de Catalunya, que va tenir lloc el dia 27 de maig de 1694 al llarg dels bancs i guals del riu Ter, entre els actuals termes municipals de Verges, Torroella de Montgrí i Foixà.

## Preludi
Durant l'any 1694, el rei Lluís XIV de França va decidir efectuar una ofensiva a Catalunya i posar l'exèrcit del general Nicolas Catinat al Piemont a la defensiva, reservant més tropes per al front català.
El nou virrei de Catalunya, Juan Manuel Fernández Pacheco, marquès de Villena i duc d'Escalona, que era també el capità general de l'exèrcit espanyol, havia desplegat al llarg de la ribera del riu Ter pràcticament totes les tropes que podia reunir per oposar-se a l'important cos expedicionari francès, dirigit pel mariscal Anne Jules de Noailles, duc de Noailles, que es proposava capturar Girona i que ja havia pres Roses.

## Ordre de batalla
Els dos exèrcits estaven constituïts aproximadament pels mateixos efectius (uns 20.000 homes d'infanteria i uns 4.000-5.000 de cavalleria). Segons el virrei Fernández Pacheco, «tot el nostre exèrcit estava format per 11.900 infants i 4.000 cavallers, que fa un total de 16.300 homes». Però els regiments francesos estaven formats principalment per tropes veteranes, mentre a les forces espanyoles hi havia un gran nombre de joves reclutes i d'unitats recentment constituïdes que encara no havien lliurat mai cap batalla. A més a més, l'exèrcit francès era superior en el nombre i la potència de les peces d'artilleria, servides per artillers i soldats ben entrenats.

### Unitats hispàniques
L'exèrcit hispànic estava constituït per les següents unitats:
Flanc dret
- 6 esquadrons de dragons
- 11 esquadrons de cavalleria
  - Guàrdies del Conflent i Catalunya
  - Terç de cavalleria de Milà
- 13 batallons procedents d'11 terços:
  - Terç del Casc de la ciutat de Granada
  - Terç d'Aragó
  - Terç de Morats Vells
  - Terç de Blaus Vells (Toledo - Villarroel)
  - Terç Vell de Nàpols (1 batalló)
  - Terç Nou de Valladolid (Díez Pimienta)
  - Terç Nou de Cuenca (Olalla)
  - Terç Nou de Sevilla (Venegas)
  - Terç Nou de Segòvia (Luna)
  - Terç Nou de Múrcia (Daza)
  - Terç Nou de Burgos (Vélez de Guevara)

Centre
- 11 esquadrons de cavalleria
  - Terç d'Osuna
  - Terç de Valons
- 7 batallons procedents de 6 terços i 3 batallons alemanys
  - Terç de la Costa del regne de Granada
  - Terç Nou de Lleó
  - Terç Vell d'Amarillos
  - Terç del regne de València
  - Terç de Pignatelli
  - Terç de d'Enríquez de Cabrera
  - Terç de Beck
  - Terç de Matatouchy
- Miquelets (400 homes)
  - Torres (?)

Flanc esquerre
- 20 esquadrons de cavalleria
  - Terç del Rosselló
  - Terç d'Extremadura
  - Terç d'alemanys
  - Arcabussers de la guàrdia del virrei
  - Terç del virrei (duc d'Escalona)
- 5 batallons procedents de 4 terços
  - Terç de Verds Vells
  - Terç de la Diputació del General de Catalunya
  - Terç de la ciutat de Barcelona
  - Terç de Vermells Vells
- 8 peces d'artilleria

En total, 42 esquadrons de cavalleria, 30 batallons d'infanteria i 400 miquelets.

## Tàctica
L'exèrcit espanyol es va dividir en tres cossos per vigilar els guals del Ter a Verges, Ullà i Torroella de Montgrí i impedir així que les tropes franceses travessessin el riu. El duc d'Escalona respongué mobilitzant les tropes fins a Foixà per tal de defensar els guals del Ter, i els dos exèrcits foren davallant un enfront de l'altre per les ribes del Ter.
En els dies anteriors a la batalla, els francesos van intentar sense èxit forçar la travessa a Verges i, posteriorment, a Ullà i Torroella. La matinada del 27 de maig una boira densa cobria la ribera del riu i els francesos van aprofitar-la per travessar-lo, prop de Torroella, amb almenys 2.000 dragons i cavallers, seguits per un gran nombre de granaders d'infanteria, i carregaren contra la infanteria espanyola, que els esperava en aquella posició sense cap atrinxerament i que era batuda per l'artilleria francesa des de l'altre costat del riu. Les tropes de Noailles lleugerament superiors en nombre a les espanyoles creuaren els guals del Ter d'Ullà i Torroella de Montgrí.
Les tropes espanyoles menys instruïdes (molts d'ells eren novells en el combat i alguns fins i tot havien estat duts presos) i amb armament deficient van prestar poca resistència a l'embat de la cavalleria francesa que havia creuat pel pas de Gualta. Després de la primera descàrrega dels seus mosquetons, els espanyols ja no van poder oposar-se eficaçment als francesos que anaven travessant el riu, i començaren a fugir del camp de batalla, provocant el consegüent desordre en la resta de l'exèrcit. Es produí una gran quantitat de baixes entre la infanteria espanyola, sobretot després de quedar sense protecció a causa de la retirada de la cavalleria. Avisats d'aquest replegament i sense poder fer front al gran nombre de tropes franceses que havien aconseguit travessar el Ter i que s'estaven posicionant en ordre de batalla a la riba sud, tot l'exèrcit espanyol va caure en la confusió i la cavalleria va optar per retirar-se, juntament amb la rereguarda, fins a la ciutat de Girona. Sembla que el mestre de camp del terç de la Generalitat, Josep Boneu i Pi, juntament amb el terç "morat" organitza una mínima defensa que plantà cara a l'exèrcit francès evitant l'anorreament de les tropes en retirada.
Els francesos van iniciar un avenç general contra els espanyols en retirada, que no van oferir gaire oposició i molts dels quals van morir o van ser fets presoners, mentre l'equipatge i l'artilleria, i un gran nombre d'estendards foren capturats. Les baixes entre morts, ferits i presoners segons el duc d'Escalona foren 2.931 infants i 324 unitats de cavalleria, mentre que fonts franceses xifren en 9.000 les baixes hispanes. Se saquejaren una dotzena de llocs als entorns del Ter.

## Conseqüències
Segons la versió oficial dels espanyols, les seves pèrdues foren de 2.931 infants i 324 cavallers, entre morts, ferits i desertors. Segons fonts franceses, les pèrdues espanyoles excediren els 9.000 homes, inclosos 2.000 presoners, mentre que les pròpies pèrdues van ser només d'uns 500 homes.
En aquesta situació, el virrei no va tenir cap altra elecció que enviar algunes tropes a Girona i la part més gran del seu exèrcit cap a Barcelona, on va romandre tot el mes de juny. Mentrestant, els francesos van saquejar sense oposició més de 10 pobles de la ribera del riu Ter.
El 30 de maig, tres dies després de la desfeta espanyola al riu Ter, Noailles va començar el setge, per terra i mar, de la plaça de Palamós, que es va haver de rendir el 10 de juny. La ciutat de Girona va caure el 29 de juny i aviat Hostalric, tot deixant el camí obert cap a Barcelona, que els francesos no van poder atacar en aquesta ofensiva a causa de la reducció del pressupost de l'exèrcit ordenada pel ministre de la guerra Louvois i de la presència de la flota anglesa de l'almirall Edward Russell, que va forçar la retirada de l'estol francès de suport comandat per Tourville. Davant d'aquests fracassos estrepitosos, el Consell d'Estat d'Espanya destituí el virrei.